# Gieorgij Ogorodnikow
Gieorgij Pietrowicz Ogorodnikow (ros. Георгий Петрович Огородников, ur. 7 maja 1901 we wsi Bogdanowo w guberni tomskiej, zm. 8 lipca 1970 w Moskwie) – radziecki działacz partyjny, I sekretarz Komitetu Obwodowego WKP(b) w Archangielsku (1939-1945).
Od 1920 służył w Armii Czerwonej, 1923 wstąpił do WKP(b), 1924-1928 pracował w Ukraińskiej SRR. 1938-1939 organizator odpowiedzialny KC WKP(b), od 26 lutego 1939 do stycznia 1945 I sekretarz Komitetu Obwodowego WKP(b) w Archangielsku. Od 21 marca 1939 do 5 października 1952 członek Centralnej Komisji Rewizyjnej WKP(b), podczas wojny z Niemcami członek Rady Wojskowej Archangielskiego Okręgu Wojskowego, równocześnie od 14 września 1942 do grudnia 1944 przewodniczący Miejskiego Komitetu Obrony w Archangielsku. 1947-1948 przewodniczący Rady ds. Kołchozów przy Radzie Ministrów ZSRR w Kraju Krasnodarskim. Odznaczony Orderem Czerwonej Gwiazdy (4 czerwca 1942).